# Court Tomb von Ballyvoy

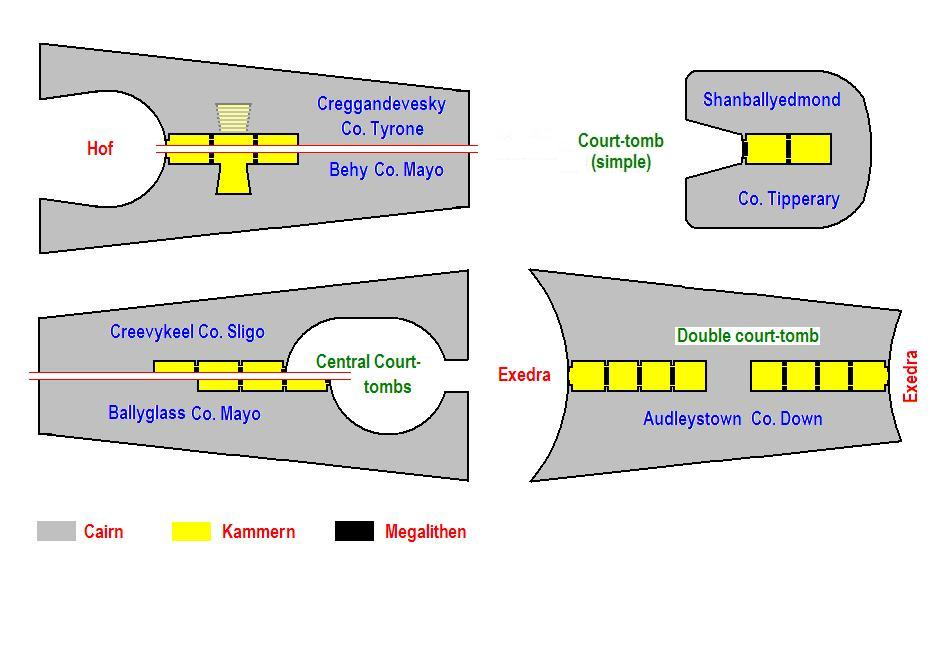
Grundrisse von Court Tombs

Das Court Tomb von Ballyvoy liegt in der Nähe der Reste des Passage Tomb von Crockateemore, nördlich von Ballyvoy (irisch Baile Bhóidh) im County Antrim in Nordirland. Court Tombs gehören zu den megalithischen Kammergräbern (englisch chambered tombs) in Irland und Großbritannien. Sie werden mit etwa 400 Exemplaren größtenteils in Ulster im Norden der Republik Irland und in Nordirland gefunden. Der Begriff Court Tomb wurde 1960 von dem irischen Archäologen Ruaidhrí de Valera eingeführt.
Das Court Tomb hat am östlichen Rand der Galerie einen breiten flachen Hof (englisch court) aus kleinen Felsbrocken. Eine kleine Vorkammer ist durch ein Pfostenpaar von den Kammern der Galerie getrennt. Von der äußeren Kammer ist nur ein großer südlicher Seitenstein erhalten. Sie ist von der inneren durch einen einzigen erhaltenen Pfostenstein getrennt. Die innere Kammer besteht aus drei Seitensteinen und dem Endstein. Ein eventuell verlagerter Deckstein liegt westlich der Galerie. Es gibt keine Reste eines Cairns, allerdings wurden noch 1940 Spuren davon festgestellt.
In der Nähe liegt das Passage Tomb von Ballyvoy.